# Karl Pilkington
Karl Pilkington (Mančester, 23. septembar 1972) je britanski radioproducent, voditelj, glumac i pisac. Sreo je Rikija Džerveiza i Stivena Merčanta prvi put kao producent za The Ricky Gervais Show na XFM 2001. Tokom snimanja programa Pilkington je dobijao sve više prostora da priča slobodno pošto su Riki i Stiv zapazili kako su mu komentari specifični. Najpoznatiji je po učestvovanju u TV programu An Idiot Abroad. Takođe je poznat po podcastu u The Ricky Gervais Show zajedno s Rikijem Džerveizom i Stivenom Merčantom. Učestvovao je i kao glumac u TV seriji Rikija Džerveiza "Derek".
Napisao je i ilustrovao knjige: The World of Karl Pilkington, Happyslapped by a Jellyfish, Karlology, An Idiot Abroad i nedavno The Further Adventures of An Idiot Abroad.

## Spoljašnje veze
- Zvanični veb sajt
- Karl Pilkington на веб-сајту  (језик: енглески)
- Karl Pilkingtonov profil na Xfm.co.uk